# Hush
„Hush“ je píseň, kterou napsal americký zpěvák a skladatel Joe South pro svého krajana zpěváka Billyho Joea Royala. Singl v jeho podání to na žebříčku Billboard Hot 100 dotáhl v období od 28. října do 11. listopadu 1967 na 52. místo. Její refrén začíná slovy: Hush, hush, I thought I heard her calling my name, což je narážka na tradiční gospelovou linku Hush, hush, somebody's calling my name. Píseň proslavila zejména britská hardrocková skupina Deep Purple, která ji nahrála na singl dokonce dvakrát, v letech 1968 a 1988. U nás ji zpíval zpěvák Viktor Sodoma.

## Verze Deep Purple
V roce 1968 nahráli „Hush“ na svoje debutové album Shades of Deep Purple britští Deep Purple. Píseň se stala jejich prvním singlovým hitem a mezi 21. a 28. zářím 1968 se v USA umístila na žebříčku Hot 100 jako 4., a v Kanadě dokonce jako 2., zatímco v Británii zůstala prakticky nepovšimnuta. Televizní záznam z živé nahrávky „Hush“ pořízený v USA se objevil na novém „cédéčkovém“ vydání alba Shades of Deep Purple z roku 2000 jako bonus.
V roce 1988 pořídili Deep Purple na oslavu dvaceti let existence skupiny novou nahrávku „Hush“ pro album Nobody's Perfect. Píseň vyšla i jako singl a na žebříčku UK Singles Chart se umístila jako 62., zatímco na americkém Hot Mainstream Rock Tracks časopisu Billboard dostoupala na 44. pozici.
„Hush“ je jedna z pouhých čtyř písní, jež byly původně nahrány se zpěvem Roda Evanse a které po jeho odchodu od kapely Deep Purple hráli s novým zpěvákem Ianem Gillanem. Další tři písně jsou: „Kentucky Woman“, původně z alba The Book of Taliesyn z roku 1968, „Mandrake Root“ z alba Shades of Deep Purple a „Bird Has Flown“ z alba Deep Purple z roku 1969 zvaného též Deep Purple III.

## Jiné verze
Píseň „Hush“ se dočkala i řady coververzí.
- Francouzský cover nazvaný Mal nazpíval v roce 1968 populární zpěvák Johnny Hallyday.
- Svoji verzi písně zařadila na album The Everlasting Love Affair, jež vyšlo v prosinci 1968, i britská skupina Love Affair.
- Irská rocková skupina Funky Junction uvedla svoji verzi Hush v roce 1973 na svém jediném albu Funky Junction Play a Tribute to Deep Purple.
- Italodiscová skupina Funk Machine uvedla svůj cover v roce 1982 na albu Dance on the Groove and do the Funk.
- Americká noiserocková skupina Killdozer uvedla svoji verzi Hush v roce 1989 na svém jediném albu For Ladies Only.
- V roce 1991 uvedla svoji verzi na albu Earth Church i britská psychrocková skupina Prime Movers.
- S vlastní verzí přišla v roce 1992 na svém eponymním albu i švýcarská hardrocková kapela Gotthard.
- Parodistickou verzi skladby uvedla na svém albu Milkin' It americká skupina The Electric Amish.
- Singl „Hush“, který v roce 1997 vydala britská psychedelickorocková kapela Kula Shaker, to v britské hotparádě dotáhl na 2. místo a na americkém Hot Mainstream Rock Tracks časopisu Billboard dostoupal na 19. pozici.
- Americký bluesrockový kytarista Eric Gales uvedl svoji verzi v roce 2006 na albu Crystal Vision.

## V jiných médiích
Verze, kterou nahráli Deep Purple, zazněla v těchto filmech:
- 1995 – Apollo 13
- 2000 – Život hvězdy (Isn't She Great)
- 2001 – Cizinec na útěku (When Strangers Appear)
- 2004 – Za mořem (Beyond the Sea)
- 2006 – Potomci lidí
- 2008 – Skandály ze života zvířat (Strange Wilderness)
- 2018 - Zlý časy v El Royale (Bad Times at the El Royale)
- 2019 – Tenkrát v Hollywoodu (Once Upon a Time in Hollywood)

Píseň zazněla i v epizodě Ladění (Scan) v druhé sérii TV seriálu Útěk z vězení. Je také součástí soundtracku hry Battlefield: Vietnam. Píseň v úpravě Deep Purple si lze také zahrát ve verzi videohry Guitar Hero II pro Xbox 360.

## Obsazení

### Verze Deep Purple z roku 1968
- Ritchie Blackmore – kytara
- Rod Evans – zpěv
- Nick Simper – basová kytara, vokály
- Ian Paice – bicí
- Jon Lord – varhany, vokály

### Verze Deep Purple z roku 1988
- Ritchie Blackmore – kytara
- Ian Gillan – zpěv, harmonika
- Roger Glover – basová kytara
- Ian Paice – bicí
- Jon Lord – varhany, klávesy